# بیر ریور (وایومینگ)
بیر ریور(به انگلیسی: Bear River) شهری در ایالت وایومینگ کشور ایالات متحده آمریکا است که جمعیت آن در سرشماری سال ۲۰۱۰ میلادی، ۵۱۸ نفر بوده‌است.